# 반게정
반게정(坂下町)은 후쿠시마현 가와누마군에 있던 정이다. 1955년 4월 1일 반게정 등 6개 정·촌이 합병하여 아이즈반게정이 신설되고 폐지되었다. 아이즈반게정 중심부에 해당한다.

## 역사
- 1889년 4월 1일 - 정촌제 시행에 의해 반게정이 단독으로 자치체를 형성하였다.
- 1955년 4월 1일 - 반게정, 와카미야촌, 가나가미촌, 히로세촌, 가와니시촌, 야와타촌 등 6개 정·촌이 합병해 아이즈반게정이 신설되고 폐지되었다.

## 교통

### 철도
- 일본국유철도 다다미선

### 도로
- 에치고 가도(※국도 49호선)

## 참고 문헌
- 角川日本地名大辞典 7 福島県